# Provincie Izumo

Mapa japonských provincií se zvýrazněnou provincií Izumo

Provincie Izumo (japonsky: 出雲国; Izumo no kuni) byla stará japonská provincie ležící na ostrově Honšú v oblasti Čúgoku. Dnes její území tvoří východní část prefektury Šimane. Sousedila s provinciemi Iwami, Bingo a Hóki.
Hradním městem provincie Izumo bylo Macue. V provincii stojí svatyně Izumo, jedna z nejdůležitějších šintoistických svatyní. Rovněž se zde nachází mnoho památek z období Džómon a Jajoi. V roce 1984 bylo na území města Hikawa nalezeno 358 měděných mečů a o něco později ve městě Unnan 39 bronzových zvonů dótaku, což je největší nález dótaku v celém Japonsku.